# Наша молодша сестричка
«Наша молодша сестричка» (яп. 海街diary, Уміматі даярі, англ. Our Little Sister, дослівно «Щоденник примор'я») — японська драма режисера та сценариста Хірокадзу Корееди, знята на основі манґи «Щоденник примор'я» Акімі Йосіди, що розповідає про трьох юних сестер, які живуть разом у прибережному місті, й після смерті свого батька приймають до себе 14-річну зведену сестру. 
Зйомки стрічки стартували у липня 2014 року. Світова прем'єра відбулася на Каннському кінофестивалі, де картина взяла участь у конкурсній програмі. У японському прокаті фільм стартував 13 червня 2015 року.

## Сюжет
Сестри Саті, Йосіно та Тіка живуть разом у Камакурі у будинку їхніх бабусі й дідуся, де вони зростали після розлучення батьків. Одного дня сестри дізнаються, що їхній батько, якого вони не бачили 15 років, помер. На похоронах вони знайомляться зі зведеною сестрою Сюдзю. Саті запрошує її пожити з ними. Саті погоджується. Поповнення у будинку сестер Кода сприяє їх примиренню з минулим.

## У ролях

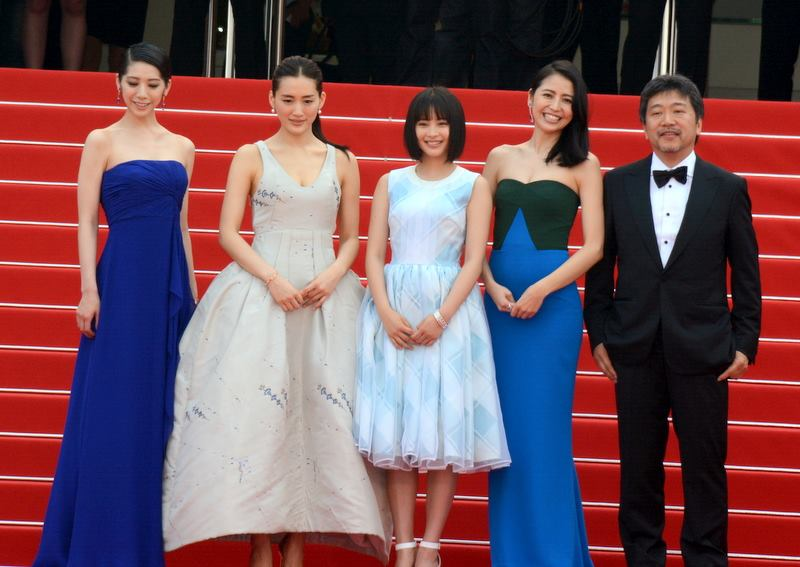
Акторський склад і Хірокадзу Корееда, Каннський МКФ

| Актор            | Роль                   |
| ---------------- | ---------------------- |
| Харука Аясе      | Саті Кода (29 років)   |
| Масамі Нагасава  | Йосіно Кода (22 роки)  |
| Кахо             | Тіка Кода (19 років)   |
| Сюдзю Хіросе     | Сюдзю Асано (14 років) |
| Рьо Касе         | Сакасіта               |
| Рьохей Судзукі   | доктор Ясуюкі Інуе     |
| Кентаро Сакагуті | Томоакі Фудзі          |
| Дзюн Фубукі      | Сатіко Ніномія         |
| Сініті Цуцумі    | доктор Кадзуя Сііна    |
| Сінобу Отаке     | Міяко Сасакі           |
| Кірін Кікі       | Фумійо Кікуті          |
| Рірі Фуранкі     | Сеніті Фукуда          |

## Критика
Кінокритики тепло прийняли «Нашу молодшу сестричку». На Rotten Tomatoes фільм має рейтинг 94%, оснований на 114 оглядах. На сайті Metacritic середня оцінка стрічки становить 75/100.
«Цінувати його (Хірокадзу Корееди) стрічки варто принаймні за спробу поговорити про смерть без усілякого пафосу. Персонажі розмовляють про складні речі дуже легко, акторки грають вельми органічно, створюючи ореол універсальності, що так цінують у Каннах. Центральна точка всієї фільмографії Хірокадзу знаходиться якраз у вмінні його персонажів прощати не лише друзів та родичів, але і самих себе», — йдеться у статті на сайті Moviegram.